# Inconel

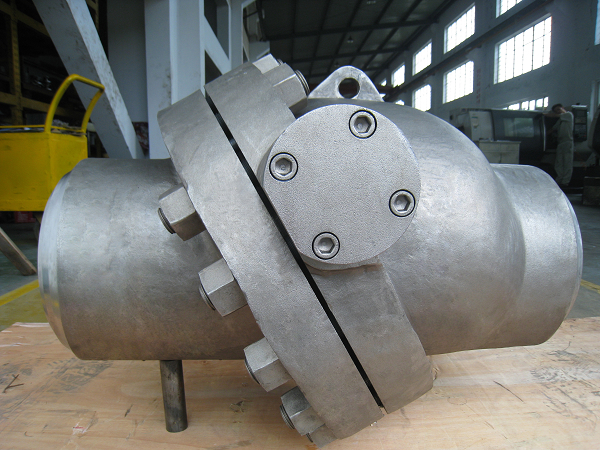
Backventil av Inconel.

Inconel är ursprungligen ett varumärke från Special Metals Corporation och är benämning på en legering med huvudsakligen järn, krom, nickel och koppar som legeringsämnen. Legeringen tål temperaturer upp till 1200°C och används i bl. a. jetmotorer.

## Sammansättning
Olika typer av Inconel har skiljaktiga komponenter men främst är det nickel och krom som är huvudelement. Variationerna framgår av följande tabell.
| Inconel | Element (vikt-%) | Element (vikt-%) | Element (vikt-%) | Element (vikt-%) | Element (vikt-%) | Element (vikt-%) | Element (vikt-%) | Element (vikt-%) | Element (vikt-%) | Element (vikt-%) | Element (vikt-%) | Element (vikt-%) | Element (vikt-%) | Element (vikt-%) | Element (vikt-%) |
| Inconel | Ni               | Cr               | Fe               | Mo               | Nb               | Co               | Mn               | Cu               | Al               | Ti               | Si               | C                | S                | P                | B                |
| ------- | ---------------- | ---------------- | ---------------- | ---------------- | ---------------- | ---------------- | ---------------- | ---------------- | ---------------- | ---------------- | ---------------- | ---------------- | ---------------- | ---------------- | ---------------- |
| 600     | 72.0             | 14.0-17.0        | 6.0-10.0         |                  |                  |                  | 1.0              | 0.5              |                  |                  | 0.5              | 0.15             | 0.015            |                  |                  |
| 617     | 44.2-56.0        | 20.0-24.0        | 3.0              | 8.0-10.0         |                  | 10.0-15.0        | 0.5              | 0.5              | 0.8-1.5          | 0.6              | 0.5              | 0.15             | 0.015            | 0.015            | 0.006            |
| 625     | 58.0             | 20.0-23.0        | 5.0              | 8.0-10.0         | 3.15-4.15        | 1.0              | 0.5              |                  | 0.4              | 0.4              | 0.5              | 0.1              | 0.015            | 0.015            |                  |
| 718     | 50.0-55.0        | 17.0-21.0        | balance          | 2.8-3.3          | 4.75-5.5         | 1.0              | 0.35             | 0.2-0.8          | 0.65-1.15        | 0.3              | 0.35             | 0.08             | 0.015            | 0.015            | 0.006            |
| X-750   | 70.0             | 14.0-17.0        | 5.0-9.0          |                  | 0.7-1.2          | 1.0              | 1.0              | 0.5              | 0.4-1.0          | 2.25-2.75        | 0.5              | 0.08             | 0.01             |                  |                  |

## Egenskaper
Inconellegeringar är oxidations- och korrosionsresistenta material väl lämpade för användning i extrema miljöer som utsätts för högt tryck och kinetisk energi. Vid upphettning bildar Inconel ett tjockt, stabilt, passiviserande oxidskikt som skyddar ytan från ytterligare angrepp. Inconel bibehåller sin styrka över ett brett temperaturområde och är därför ett attraktivt material för högtemperaturtillämpningar där aluminium och stål skulle ge efter för krypning till följd av termiskt inducerade kristallina brister (se Arrhenius ekvation). 
Inconels högtemperaturhållfasthet är utvecklad av förstärkning i fast lösning eller av förstärkning genom utfällning, beroende på legering. I åldringshärdning eller utfällningsförstärkning, kombineras små mängder niob med nickel för att bilda den intermetalliska föreningen Ni3Nb eller gamma-prim (γ '). Gammaprim bildar små kubiska kristaller som effektivt hämmar glidning och krypning vid förhöjda temperaturer. Bildandet av gammaprimkristaller ökar över tid, särskilt efter tre timmar av en värmeexponering av 850 °C, och fortsätter att växa efter 72 timmars exponering.

## Användning
Inconel påträffas ofta i extrema miljöer. Det är vanligt i gasturbinblad, tätningar och brännare samt turborotorer, motoraxlar till elektriska dränkbara pumpar, högtemperaturfästen, kemiska process- och tryckkärl, värmeväxlareslangar, ånggeneratorer i tryckvattenreaktorer, naturgasbehandling med föroreningar som H2S och CO2, och många andra liknande tillämpningar. 
Inconel används alltmer i pannor i avfallsförbränningsanläggningar. Reaktorkärlet till fusionsreaktorn The Joint European Torus är likaledes utförd i Inconel. 